# Влашке песме (сингл Слободана Домаћиновића)
„Влашке песме“ је сингл са пјесмама Слободана Домаћиновића из 1977. године, у издању Београд диска. На њему се налазе пјесме:
1. Дајка флоаре (Dajka floare – Драги цвијете)
2. Си диар фи кумва са мор (Si diar fi kumva sa mor – Када умрем)